# Sapromyza drahamensis
Sapromyza drahamensis är en tvåvingeart som beskrevs av Villeneuve 1921. Sapromyza drahamensis ingår i släktet Sapromyza och familjen lövflugor. Inga underarter finns listade i Catalogue of Life.